# HMCS Toronto (333)
HMCS Toronto (333) je fregata Kanadského královského námořnictva, která byla pojmenována podle kanadského města Toronto. Je to čtvrtá jednotka třídy Halifax.

## Technické specifikace
Fregata Toronto měří na délku 134,2 m a na šířku 16,5 m. Ponor lodi je hluboký 7,1 m a při maximálním výtlaku vytlačí loď 5 032 t vody. O pohon se starají dvě plynové turbíny General Electric LM2500 a jeden kotel SEMT Pielstick. Posádku lodi tvoří 225 důstojníků a námořníků a Toronto bez doplnění paliva dopluje až do vzdálenosti 17 600 km.

## Galerie

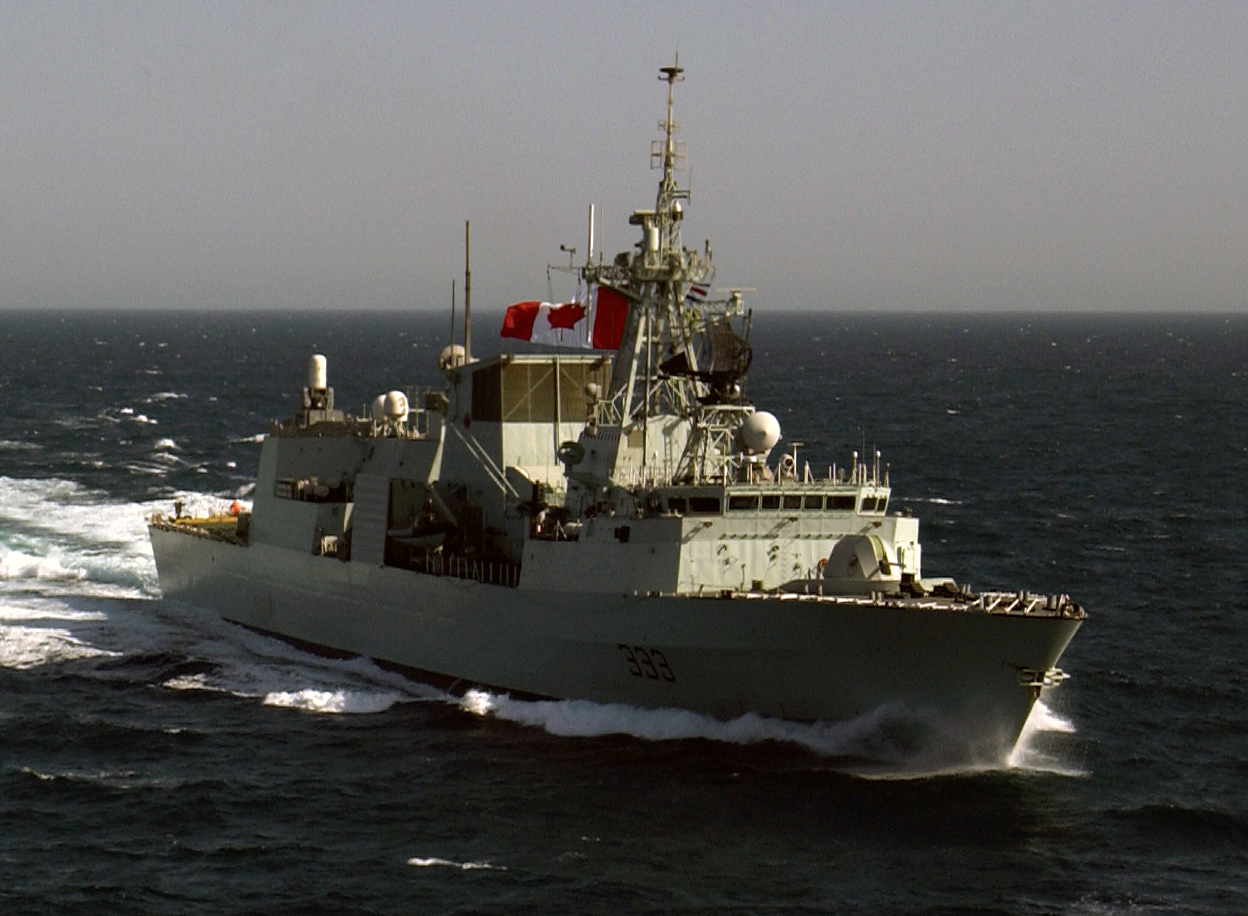
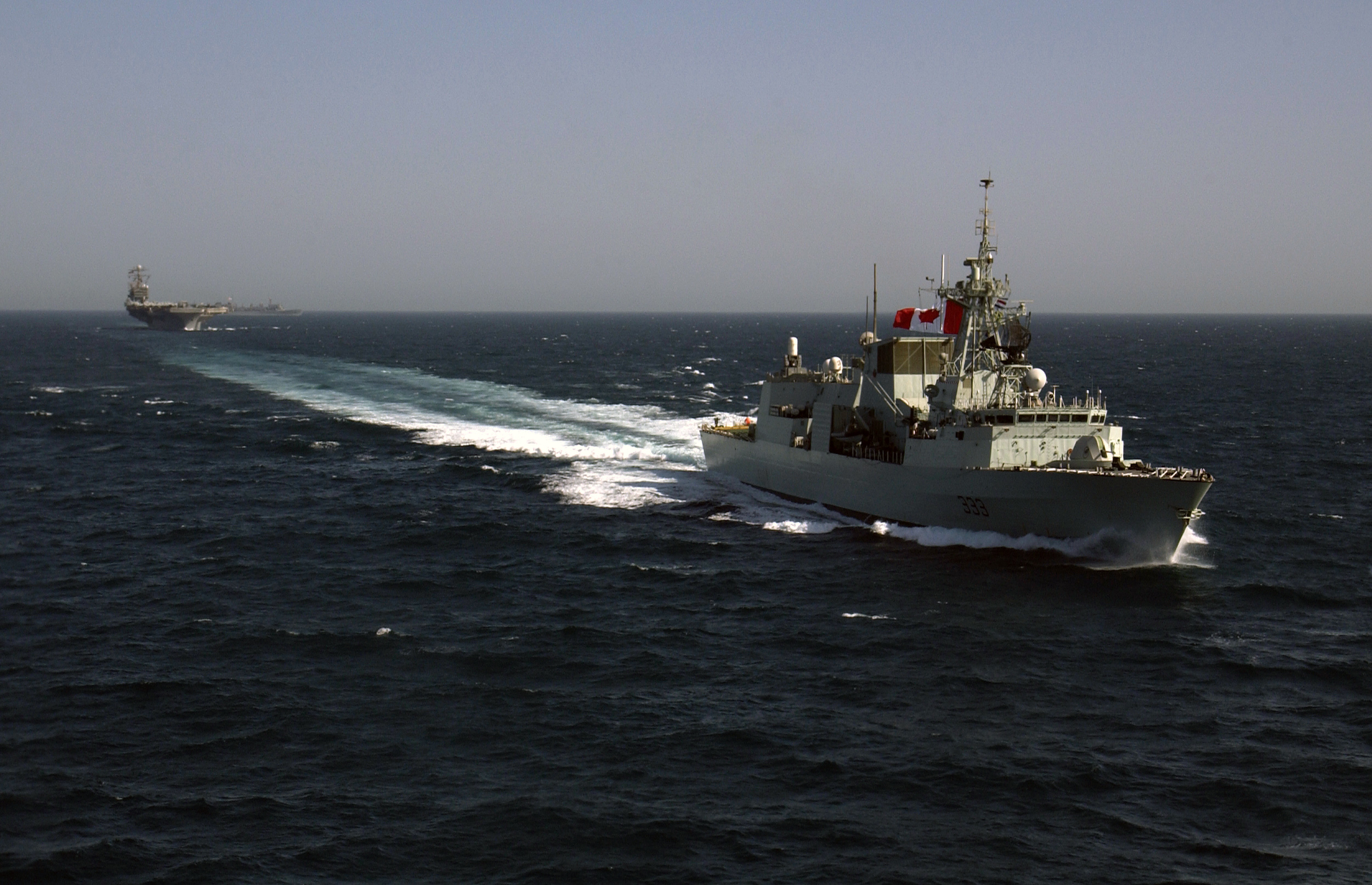
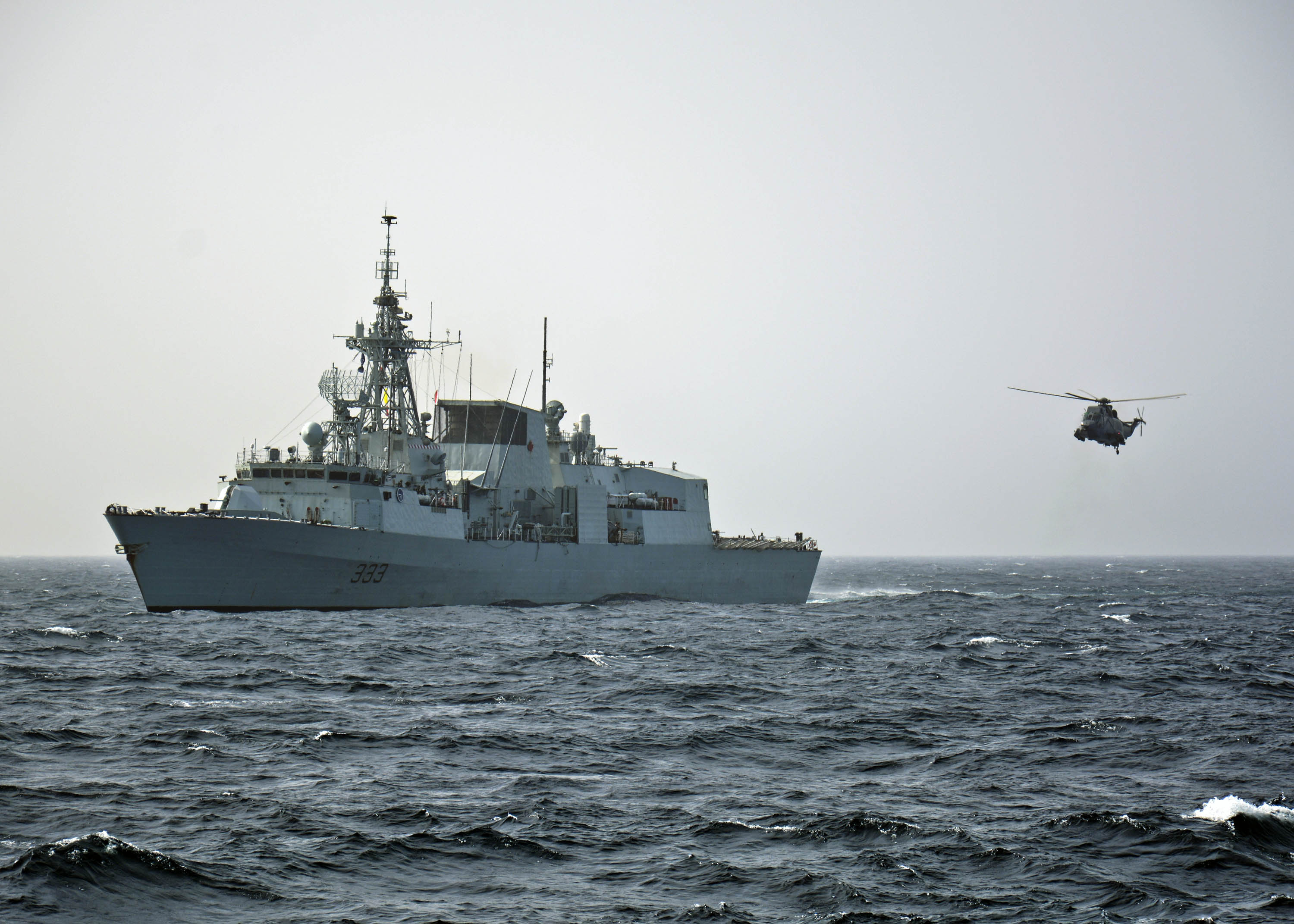
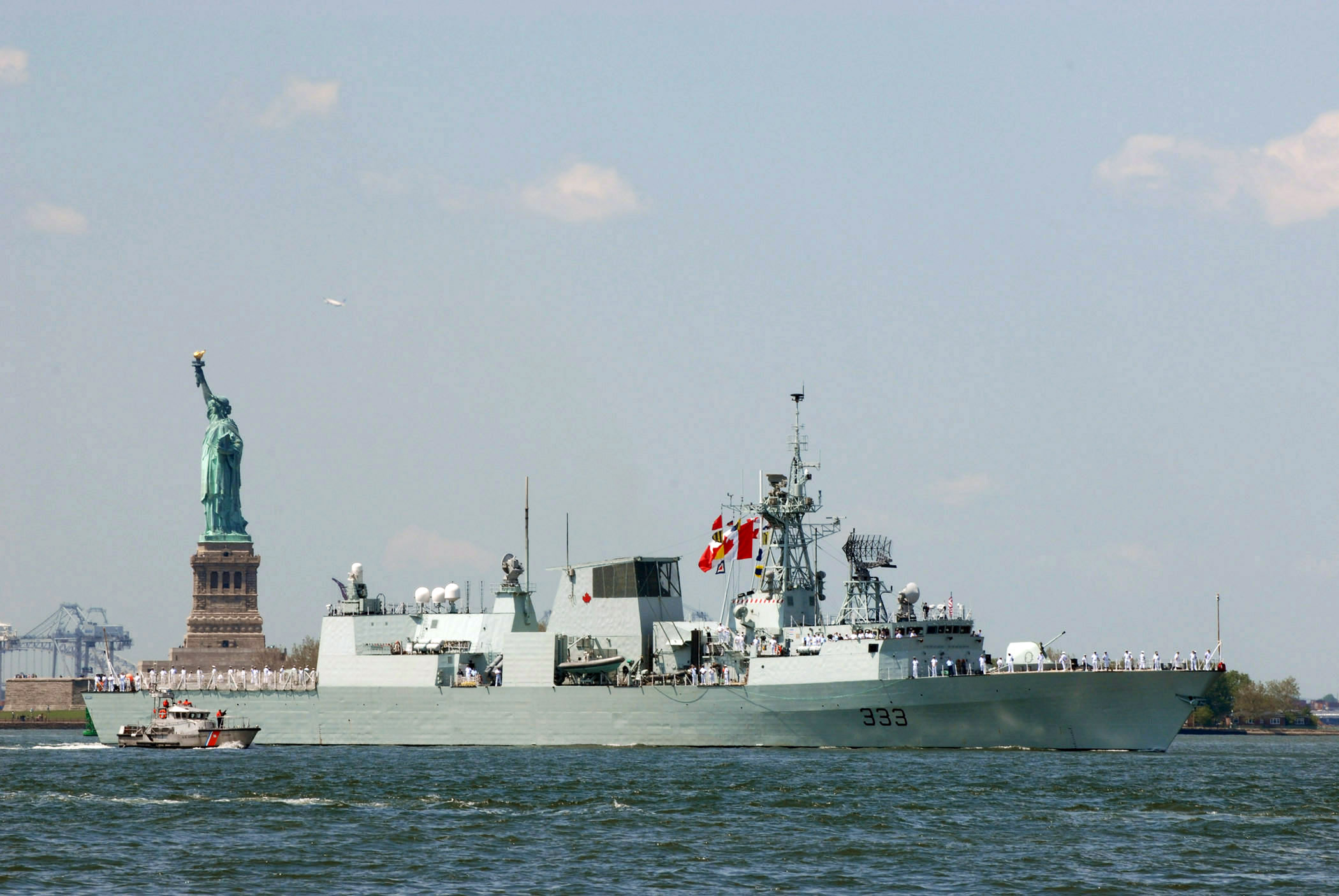
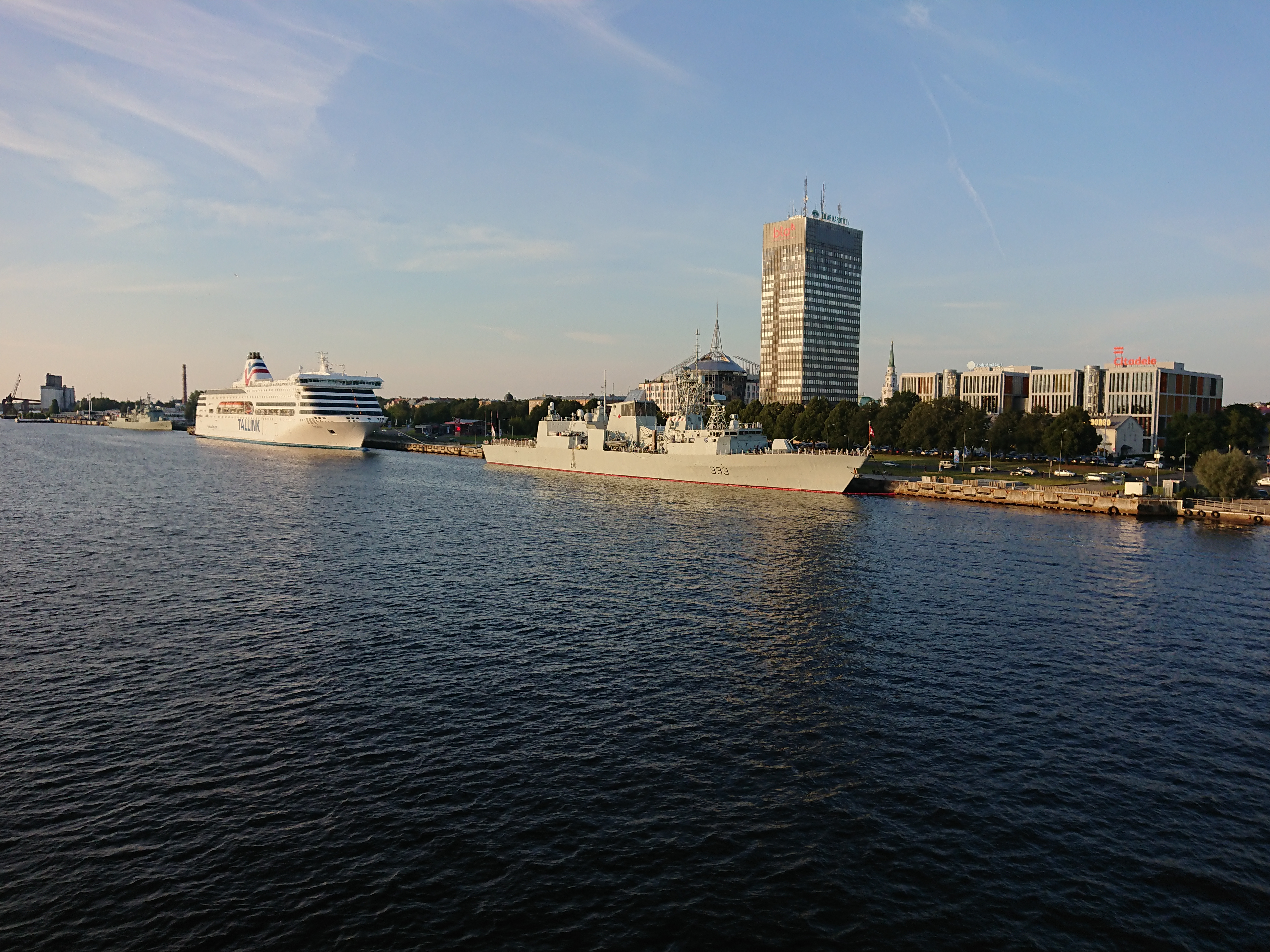
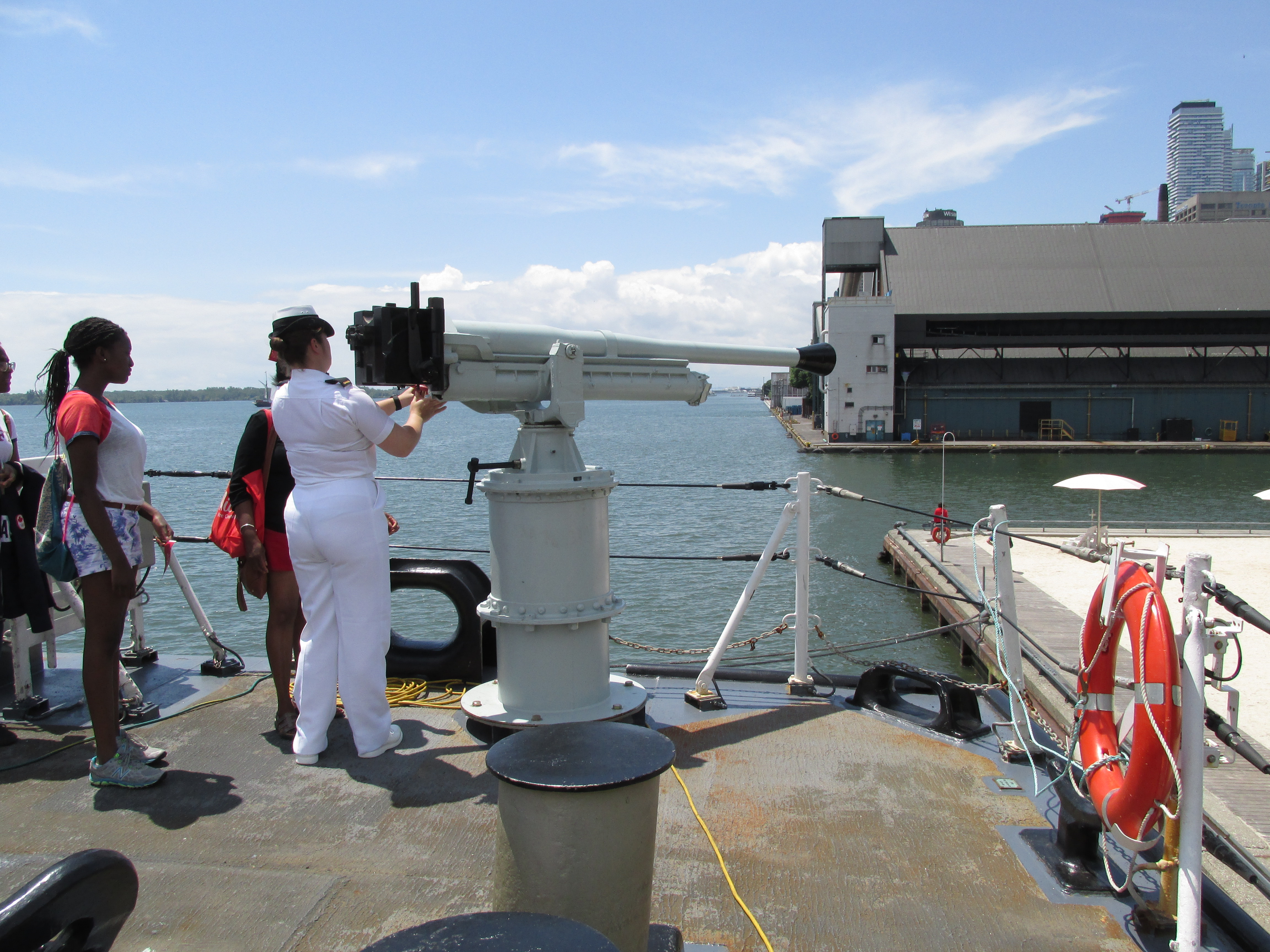